# Kerekes László (püspök)
Kerekes László (Kézdivásárhely, 1968. július 23. –) magyar katolikus püspök, a Gyulafehérvári főegyházmegye segédpüspöke, cserkészvezető.

## Pályafutása
Tanulmányait Gelencén kezdte, Kézdivásárhelyen folytatta, majd 1986-ban a Gyulafehérvári Római Katolikus Kántoriskolában érettségizett. 1987-ben filozófiai és teológiai tanulmányokat kezdett a Gyulafehérvári Hittudományi Főiskolán. 1990-től 1992-ig a budapesti Központi Papnevelő Intézet növendéke volt. 1993. május 16-án szentelte pappá Gelencén Jakubinyi György gyulafehérvári érsek. Magyar anyanyelve mellett románul és angolul beszél.
1994-ben kánonjogi licenciátust, 2004-ben pedig egyházjogi doktorátust szerzett az ottawai Szent Pál Egyetemen.
1994-től 2000-ig a Gyulafehérvári Érseki Bíróság bírósági helynöke, a Gyulafehérvári Hittudományi Főiskola fegyelmi prefektusa és kánonjog tanára volt. 1996-tól retorikát, homiletikát és pedagógiát is tanít ugyanott. Társalapítója a Gyulafehérvári Hittudományi Főiskola tudományos folyóiratának, a Studia Theologica Transsylvaniensianak. 2000 decemberétől szentszéki tanácsos. Később a Gyulafehérvári Érseki Bíróság helyettes bírósági helynöke, 2004-től 2020-ig a kézdivásárhelyi a Boldog Özséb plébánia plébánosa volt. A kézdivásárhelyi Gábor Áron cserkészcsapat vezetője, több háromszéki cserkészcsapat alapításánál vagy újraindításánál játszott szerepet.

### Püspöki pályafutása
2020. május 26-án Ferenc pápa tharrosi címzetes püspökké és gyulafehérvári segédpüspökké nevezte ki.